# Rajan R. Malaviya
Rajan R. Malaviya (* 2. September 1938 in Bombay, Indien) ist ein indisch-deutscher Diplomat und Unternehmer. Der ehemalige Sprecher der blockfreien Staaten ist Direktor des Instituts für Wirtschafts- und Politikberatung in Frankfurt am Main.
Malaviya ist gebürtiger Inder und hat auch die deutsche Staatsbürgerschaft. Der Sohn eines Kaufmanns studierte in Indien, Schweden und Deutschland Naturwissenschaften, Technik und Wirtschaftswissenschaften. Ab 1963 lebt er vermehrt in der Bundesrepublik. Hier setzt er sich für den Abbau von Vorurteilen gegenüber der sogenannten Dritten Welt ein. Als entwicklungspolitischer Berater engagiert er sich ab den 1960er Jahren für eine Vielzahl staatlicher und kirchlicher Institutionen Europas und Indiens. Der Diplom-Kaufmann und Ingenieur ist zu dieser Zeit auch wissenschaftlich forschend im Bereich der Entwicklungspolitik tätig und publiziert zu dem Thema.
Malaviya ist Sprecher und Vorstand des Deutsch-Indischen Forums für Wirtschaft und Politik. Daneben ist er Mitglied von Aufsichtsräten und Beirat verschiedener deutscher und indischer Unternehmen.

## Schriften
- Das deutsche Indienbild. In: Internationales Asien-Forum. ISSN 0020-9449, Bd. 2 (1971), 4, S. 543–545.
- International conference : social development and planned parenthood ; Feldafing, 26 - 30 June 1972 ; conference report. (Bearb.)  Dt. Stiftung f. Entwicklungsländer, Seminarzentrum f. Wirtschafts- u. Sozialentwicklung, Berlin 1973
- Grundzüge für eine neue Weltwirtschaftsordnung. In: Umweltgerechte Entwicklungspolitik : Dokumentation. [Referate und Ergebnisse DNR-Symposium "Umweltgerechte Entwicklungspolitik" am 2./3. Mai 1983 in Bonn]. Bonn 1983, ISBN 3-923458-13-4, S. 4–24
- Global mind for global reach: facettes of leadership and management in today's time. In: Economy, entrepreneurship, science and society in the XXI century (2006), S. 581–584.

## Einzelbelege
1. ↑  Kurzportrait mit Foto

| Personendaten    | Personendaten                              |
| ---------------- | ------------------------------------------ |
| NAME             | Malaviya, Rajan R.                         |
| KURZBESCHREIBUNG | indisch-deutscher Diplomat und Unternehmer |
| GEBURTSDATUM     | 2. September 1938                          |
| GEBURTSORT       | Bombay, Indien                             |